# DFB-Pokal der Junioren 2019/20
Der DFB-Pokal der Junioren 2019/20 war die 34. Austragung dieses Wettbewerbs. Es war die dritte Auflage, in der 32 Vereine teilnahmen. Neben den A-Junioren-Pokalsiegern der 21 Landesverbände des DFB nahmen der Titelverteidiger, der A-Junioren-Meister sowie die drei bestplatzierten Teams aller drei Staffeln der A-Junioren-Bundesliga teil.

## Spielbetrieb während der COVID-19-Pandemie
Der Wettbewerb wurde am 31. August 2019 eröffnet und aufgrund der COVID-19-Pandemie noch vor der Austragung der Halbfinalpartien bis auf Widerruf unterbrochen. Nach einem Beschluss des DFB vom 25. Mai 2020 wurde der Vereinspokal schließlich ohne weitere Spielaktivitäten für beendet erklärt und dementsprechend kein Pokalsieger gekürt.

## Teilnehmer
| A-Junioren-Pokalsieger der 21 Landesverbände: - TSG 1899 Hoffenheim (Baden) - Hertha BSC (Berlin) - SC Borgfeld (Bremen) 1 - FC St. Pauli (Hamburg) - Kickers Offenbach (Hessen) - Hansa Rostock (Mecklenburg-Vorpommern) - Fortuna Düsseldorf (Niederrhein) - Hannover 96 (Niedersachsen) - SG 2000 Mülheim-Kärlich (Rheinland) - SV Elversberg (Saarland) - Dynamo Dresden (Sachsen) 2 - Hallescher FC (Sachsen-Anhalt) - Holstein Kiel (Schleswig-Holstein) - SC Freiburg (Südbaden) - FK Pirmasens (Südwest) 3 - FC Rot-Weiß Erfurt (Thüringen) - VfL Bochum (Westfalen) - SSV Ulm 1846 (Württemberg) 4 | A-Junioren-Pokalsieger 2018/19: - VfB Stuttgart A-Junioren-Meister 2018/19: - Borussia Dortmund Bestplatzierte Teams der Junioren-Bundesliga-Staffeln: - Staffel Nord/Nordost: - VfL Wolfsburg - Werder Bremen - RB Leipzig - Staffel West: - FC Schalke 04 - 1. FC Köln - Bayer 04 Leverkusen - Staffel Süd/Südwest: - 1. FSV Mainz 05 - FC Ingolstadt 04 - FC Bayern München Sonstige - Borussia Mönchengladbach - Energie Cottbus - SSV Jahn Regensburg |

## 1. Runde
Die Auslosung der 1. Runde ergab folgende Begegnungen:
| Datum                 |                         | Ergebnis                         |                          |
| --------------------- | ----------------------- | -------------------------------- | ------------------------ |
| 31.08.2019, 11:00 Uhr | FK Pirmasens            | 1:5 (0:1)                        | VfL Bochum               |
| 31.08.2019, 11:00 Uhr | Hallescher FC           | 0:1 (0:0)                        | FC St. Pauli             |
| 31.08.2019, 11:00 Uhr | SC Borgfeld             | 0:6 (0:2)                        | Bayer 04 Leverkusen      |
| 31.08.2019, 11:00 Uhr | FC Ingolstadt 04        | 2:0 (2:0)                        | SC Freiburg              |
| 31.08.2019, 11:00 Uhr | Kickers Offenbach       | 1:3 (0:2)                        | Borussia Mönchengladbach |
| 31.08.2019, 11:00 Uhr | Hansa Rostock           | 2:3 (0:1)                        | SSV Jahn Regensburg      |
| 31.08.2019, 11:00 Uhr | 1. FC Köln              | 1:2 (0:2)                        | 1. FSV Mainz 05          |
| 31.08.2019, 11:00 Uhr | Fortuna Düsseldorf      | 2:2 n. V. (2:2, 1:1) (3:6 i. E.) | Hannover 96              |
| 31.08.2019, 11:00 Uhr | Borussia Dortmund       | 1:2 (1:0)                        | RB Leipzig               |
| 31.08.2019, 12:00 Uhr | SSV Ulm 1846            | 4:2 n. V. (2:2, 0:0)             | TSG 1899 Hoffenheim      |
| 31.08.2019, 12:00 Uhr | Energie Cottbus         | 3:2 (2:1)                        | Hertha BSC               |
| 31.08.2019, 12:00 Uhr | Holstein Kiel           | 1:2 (1:0)                        | Werder Bremen            |
| 31.08.2019, 14:00 Uhr | SV Elversberg           | 0:3 (0:0)                        | VfB Stuttgart            |
| 01.09.2019, 10:00 Uhr | VfL Wolfsburg           | 2:3 (2:0)                        | FC Bayern München        |
| 01.09.2019, 11:00 Uhr | FC Rot-Weiß Erfurt      | 1:2 (1:2)                        | FC Schalke 04            |
| 01.09.2019, 11:00 Uhr | SG 2000 Mülheim-Kärlich | 0:9 (0:5)                        | Dynamo Dresden           |

## 2. Runde
Die Auslosung der 2. Runde wurde am 12. September 2019 durchgeführt und ergab folgende Begegnungen:
| Datum                 |                          | Ergebnis                         |                     |
| --------------------- | ------------------------ | -------------------------------- | ------------------- |
| 05.10.2019, 11:00 Uhr | Energie Cottbus          | 3:2 (2:2)                        | FC Bayern München   |
| 05.10.2019, 11:00 Uhr | SSV Jahn Regensburg      | 0:2 (0:1)                        | Dynamo Dresden      |
| 05.10.2019, 11:00 Uhr | Borussia Mönchengladbach | 1:1 n. V. (1:1, 0:1) (6:7 i. E.) | Werder Bremen       |
| 05.10.2019, 11:00 Uhr | Hannover 96              | 1:2 n. V. (1:1, 0:0)             | 1. FSV Mainz 05     |
| 05.10.2019, 11:00 Uhr | RB Leipzig               | 2:5 (2:3)                        | VfB Stuttgart       |
| 05.10.2019, 11:00 Uhr | VfL Bochum               | 2:1 (0:0)                        | FC St. Pauli        |
| 06.10.2019, 11:00 Uhr | FC Ingolstadt 04         | 0:3 (0:2)                        | FC Schalke 04       |
| 06.10.2019, 11:00 Uhr | SSV Ulm 1846             | 1:3 (1:1)                        | Bayer 04 Leverkusen |

## Viertelfinale
Die Auslosung der Viertelfinal-Partien wurde am 22. Oktober 2019 durchgeführt und ergab folgende Begegnungen:
| Datum                 |                 | Ergebnis  |                     |
| --------------------- | --------------- | --------- | ------------------- |
| 14.12.2019, 12:00 Uhr | VfB Stuttgart   | 2:0 (1:0) | VfL Bochum          |
| 15.12.2019, 11:00 Uhr | Energie Cottbus | 0:2 (0:1) | Werder Bremen       |
| 15.12.2019, 11:00 Uhr | 1. FSV Mainz 05 | 1:0 (1:0) | FC Schalke 04       |
| 15.12.2019, 11:00 Uhr | Dynamo Dresden  | 4:1 (1:0) | Bayer 04 Leverkusen |

## Halbfinale
Die Auslosung der Halbfinal-Partien wurde am 15. Januar 2020 durchgeführt und ergab folgende Begegnungen:
Nach der Unterbrechung des Spielbetriebs in allen Juniorenklassen wurde dieser nicht wieder aufgenommen.
| Datum                 |                | Ergebnis          |                 |
| --------------------- | -------------- | ----------------- | --------------- |
| 21.03.2020, 11:00 Uhr | VfB Stuttgart  | nicht ausgetragen | 1. FSV Mainz 05 |
| 21.03.2020, 11:00 Uhr | Dynamo Dresden | nicht ausgetragen | Werder Bremen   |